# قفل ومخزون وبرميلين دخان (فلم)
قفل ومخزون وبرميلين دخان (بالإنجليزية: Lock, Stock and Two Smoking Barrels) فيلم كوميدي بريطاني عن الجريمة لعام 1998 من تأليف وإخراج جاي ريتشي، من إنتاج ماثيو فون وبطولة جيسون فليمينج وديكستر فليتشر ونيك موران. القصة عن سرقة تتضمن شاب واثق من نفسه وبارع في السرقة في لعب الورق ولكنه خسر 500000 جنيه إسترليني أمام زعيم عصابة قوي، في لعبة الثلاث ورقات، لسداد ديونه، يقرر هو وأصدقاؤه سرقة عصابة صغيرة تقيم بالشقة المجاورة.
كان الفيلم سببًا في شهرة المخرج جاي ريتشي الدولية وقدم الممثلين جونز، لاعب كرة القدم الدولي السابق في ويلز، وستاثام، الغواص السابق، إلى الجماهير في جميع أنحاء العالم. بناءً على ميزانية قدرها 1.35 مليون دولار، حقق الفيلم في شباك التذاكر إجمالي أكثر من 28 مليون دولار، مما جعله نجاحًا تجاريًا رائعًا.
تحول الفيلم إلى مسلسل تلفزيوني بريطاني من سبع حلقات عام 2000.

## طاقم التمثيل
- نيك موران: في دور إيدي
- جيسون فليمينج: في دور توم
- دكستر فليتشر: في دور سوب
- جايسون ستاثام: في دور بيكون
- ستيفن ماكينتوش: في دور وينستون
- فيني جونز: في دور كريس الكبير
- نيكولاس رو: في دور جي
- ليني ماكلين: في دور باري «المعمدان»
- بي إتش موريارتي: في دور «هاتشيت» هاري لونسديل
- فرانك هاربر: في دور «كلب»
- ستينج: في دور جيه دي
- هاجي ليفر: في دور بول
- ستيفن ماركوس: في دور نيك «اليوناني»
- فاس بلاكوود: في دور روري بريكر
- فيرا داي: في دور تانيا
- آلان فورد: في دور آلان
- داني جون جول: في دور بارفلي جاك
- فيكتور ماجواير: في دور جاري
- روب بريدون: في دور مراقب مرور
- ستيف كولينز: في دور حارس في صالة ألعاب رياضية[5]

## أحداث الفيلم
عرف الناس إيدي باسم «سارق الورق» منذ صغره، لذلك قرر هو وأصدقاؤه الثلاثة سوب وتوم وبيكون دفع 25000 جنيه إسترليني لكل منهم للسماح لهم للاشتراك في لعبة مقامرة عالية الرهان غير قانونية، والتي يديرها أحد الأشرار المحليين هو هاتشيت هاري. لم يدرك إيدي أن اللعبة كانت ملتوية وانتهى به الأمر مدينًا لهاري بمبلغ 500 ألف جنيه إسترليني مع تهديدات رهيبة بفقدان أصابعه واحدة تلو الأخرى إذا لم يدفع في غضون أسبوع! يناقش إيدي وأصدقاؤه العديد من المخططات غير القانونية تمامًا للحصول على المال، وفي النهاية يقرروا سرقة عصابة اللصوص المجاورة لمكان اقامتهم، والذين يخططون هم أنفسهم لمداهمة عملية زراعة مخدرات سرية والتي تحافظ على كل أموالها في صناديق الأحذية حيث يزرعون نباتات القنب. المخطط بسيط بما فيه الكفاية ولكن يبدو أن أفضل الخطط الموضوعة. تحدث فوضى شديدة وعنف وتسقط أعداد من الجثث، ويصبح الأمر خارج نطاق السيطرة. يدرك إيدي وأصدقاؤه أنهم بعيدون عن الفوز ويحاولون يائسين إيجاد طريقة للخروج قبل أن يجدوا أنفسهم أيضًا بين الضحايا.

## استقبال الفيلم
حصل الفيلم على تقييم قيمته 75% بناء على آراء 65 ناقد سينمائي على موقع الطماطم الفاسدة، وكتب الإجماع النقدي: «الفيلم هو تطور كئيب، وملتوي، ومضحك لصيغة فيلم العصابات الشهير» خيال رخيص Pulp Fiction«للمخرج كوينتن تارانتينو Quentin Tarantino».
حصل الفيلم على تقييم قيمته 8.2/10 نجوم على موقع قاعدة بيانات الأفلام IMDb.
حصل الفيلم على تقييم قيمته 66% بناء على آراء 30 ناقد سينمائي على موقع ميتاكريتيك.
كتب جون فيرغسون في المجلة الأسبوعية البريطانية راديو تايمز Radio Times: "هو أفضل فيلم بريطاني عن الجريمة منذ يوم فيلم عام 1980 "الجمعة العظيمة الطويلة The Long Good Friday".
ترشح الفيلم لجائزة الأكاديمية البريطانية للأفلام British Academy Film Award عام 1998 عن الفيلم البريطاني المتميز لهذا العام.
فاز المخرج ريتشي بجائزة ادجار Edgar Award عام 2000 من منظمة «مستري رايترز الأمريكية Mystery Writers of America» لأفضل سيناريو.
صنفت شركة توتال فيلم Total Film في عام 2004، الفيلم على أنه من أعظم 38 فيلم بريطاني على الإطلاق.
صنفت مجلة «إمباير Empire» الفيلم في عام 2016، على قائمتها لأفضل 100 فيلم بريطاني، وكتبت: «أن الحبكة بارعة، ومكتوب بعبارات تعمل بطريقة أو بأخرى مثل طريقة عمل الساعة. حسنًا، في الواقع، بعد مرور أكثر من 18 عامًا، لا يزال أفضل فيلم لريتشي، وهو إنجاز رائع لمخرج لأول مرة أخذ مجموعة من الممثلين الغير معروفين نسبيًا وقام بتحويلهم إلى ذهب صلب».

## روابط خارجية
- مقالات تستعمل روابط فنية بلا صلة مع ويكي بيانات